# Košarkaški klub Beovuk 72
Il Košarkaški klub Beovuk 72 è una società cestistica avente sede nella città di Belgrado, in Serbia. Fondata nel 1972 come Tasmajdan, nel 1994 ha assunto la denominazione attuale. Disputa il campionato serbo.